# Mango, papaia/Mango, papaia (strumentale)
Mango, papaia / Mango, papaia (strumentale) è il secondo e consecutivo disco mix della cantautrice italiana Giuni Russo, pubblicato, nel 1987 per la casa discografica Bubble Record.

## Mango, papaia
Mango, papaia è la canzone pubblicata come lato A del singolo.
Il testo fu scritto dalla stessa interprete, mentre la musica da Maria Antonietta Sisini.

## Mango, papaia (strumentale)
È la versione strumentale di Mango, papaia, pubblicata come lato B del singolo.

## Tracce
Lato A
1. Mango, papaia – 3:37 (Giuni Russo – Maria Antonietta Sisini)

Lato B
1. Mango, papaia – 3:37 (Giuni Russo – Maria Antonietta Sisini) - versione strumentale

## Crediti
- Produzione: Maria Antonietta Sisini e Tony Ruggero.
- Arrangiamenti: Roberto Colombo.